# Saint-Couat-du-Razès
Saint-Couat-du-Razès är en kommun i departementet Aude i regionen Occitanien  i södra Frankrike. Kommunen ligger  i kantonen Limoux som ligger i arrondissementet Limoux. År 2022 hade Saint-Couat-du-Razès 43 invånare.

## Befolkningsutveckling
Antalet invånare i kommunen Saint-Couat-du-Razès
Referens: INSEE